# Repertorium
Een repertorium is een overzicht van schriftelijke bronnen, geselecteerd volgens een bepaald intern of extern criterium (plaats van redactie, aard of genre van de tekst, thematiek, milieu waarin de tekst ontstaan is, enzovoorts). Verwar repertorium niet met een inventaris: een inventaris is een overzicht van de schriftelijke bronnen, nagelaten door een bepaalde instelling en bewaard in één archief of zelfs één archieffonds.

## Notariaat
Onder het repertorium wordt in het notariaat verstaan: een register waarin de verleden akten worden ingeschreven. Dit wordt periodiek aan de belastingdienst overgelegd met het oog op bijvoorbeeld de overdrachtsbelasting. Thans wordt het register op een elektronische wijze bijgehouden.

## Geschiedenis
W. Wattenbach schreef een driedelig werk Deutschlands Geschichtsquellen im Mittelalter, een voor de vroege middeleeuwen, een voor de volle middeleeuwen en voor de late middeleeuwen. Samen vormen deze drie werken een systematisch overzicht van de bronnen voor de geschiedenis van het Duitse Rijk in de Middeleeuwen (alle zijn verbeterde versies van WATTENBACH, W., Deutschlands Geschichtsquellen im Mittelalter bis zur Mitte des XIII. Jahrhunderts, 2 delen, Berlin, 1893-1894). Ingedeeld in verschillende tijdvakken, met indelingen volgens institutionele, maar vooral volgens regionale principes (met daarbinnen institutionele en thematische indelingen). Geregeld verschijnt van elk deel een volledig herziene versie, met geheel nieuwe bijdragen van pas aangetrokken auteurs. Elk deel bestaat dus tegenwoordig in een handvol versies, die soms best naast elkaar gelezen worden.

## Geneeskunde
Een bekend repertorium is dat van geneesmiddelen, een groot dik boek dat in ziekenhuizen en door artsen gebruikt wordt. Het is een "Overzicht van door het College ter beoordeling van geneesmiddelen geregistreerde informatieteksten van farmaceutische spécialités". en is in Nederland verkrijgbaar als het Farmacotherapeutisch Kompas.
In de homeopathie bevat een repertorium een index, vaak ingedeeld in hoofdgroepen, met daaronder symptomen. Bijvoorbeeld: Hoofd - hoofdpijn - achter de ogen. Bij al deze symptomen worden middelen genoemd, met de mate waarin het middel volgens homeopaten succesvol voorgeschreven is in het verleden. In 1897 publiceerde James Tyler Kent voor het eerst een repertorium. Sindsdien zijn meerdere repertoria gepubliceerd. Moderne repertoria zijn zo uitgebreid geworden, dat zij niet meer in hun geheel in boekvorm gepubliceerd worden, maar alleen nog digitaal. Het met behulp van een repertorium zoeken van mogelijke homeopathische middelen die kunnen worden ingezet bij de symptomen van een patiënt, heet repertoriseren.